# 전조선축구선수권대회
전조선축구선수권대회(全朝鮮蹴球選手權大會)는 1935년부터 1940년 사이 조선축구협회(현 대한축구협회)의 주최로 서울에서 열렸던 전국 규모의 축구대회이다.

## 주최, 장소, 시기
조선체육회 주최의 전조선축구대회와 달리, 조선축구협회 주최로 대회를 창설하였다. 전 대회 모두 경성운동장(현 동대문운동장)에서 열렸다. 시기는 5월이었으며, 1930년대부터는 상반기-선수권대회 / 하반기-전조선대회의 구도가 정착된다. 이는 해방 이후 상반기-대통령배전국축구대회 / 하반기-전국축구선수권대회(이후 FA컵)의 구도로 이어진다. 1937년 제3회 대회부터는 일본축구협회가 주최하는 전일본종합축구선수권대회(현 천황배) 파견선발전을 겸하였다. 전조선축구대회보다 규모나 권위면에서 한 수 아래의 대회였으며, 해방 이후 대한축구협회 주최 대통령배 전국축구대회(1952~2009)로 이어진다.

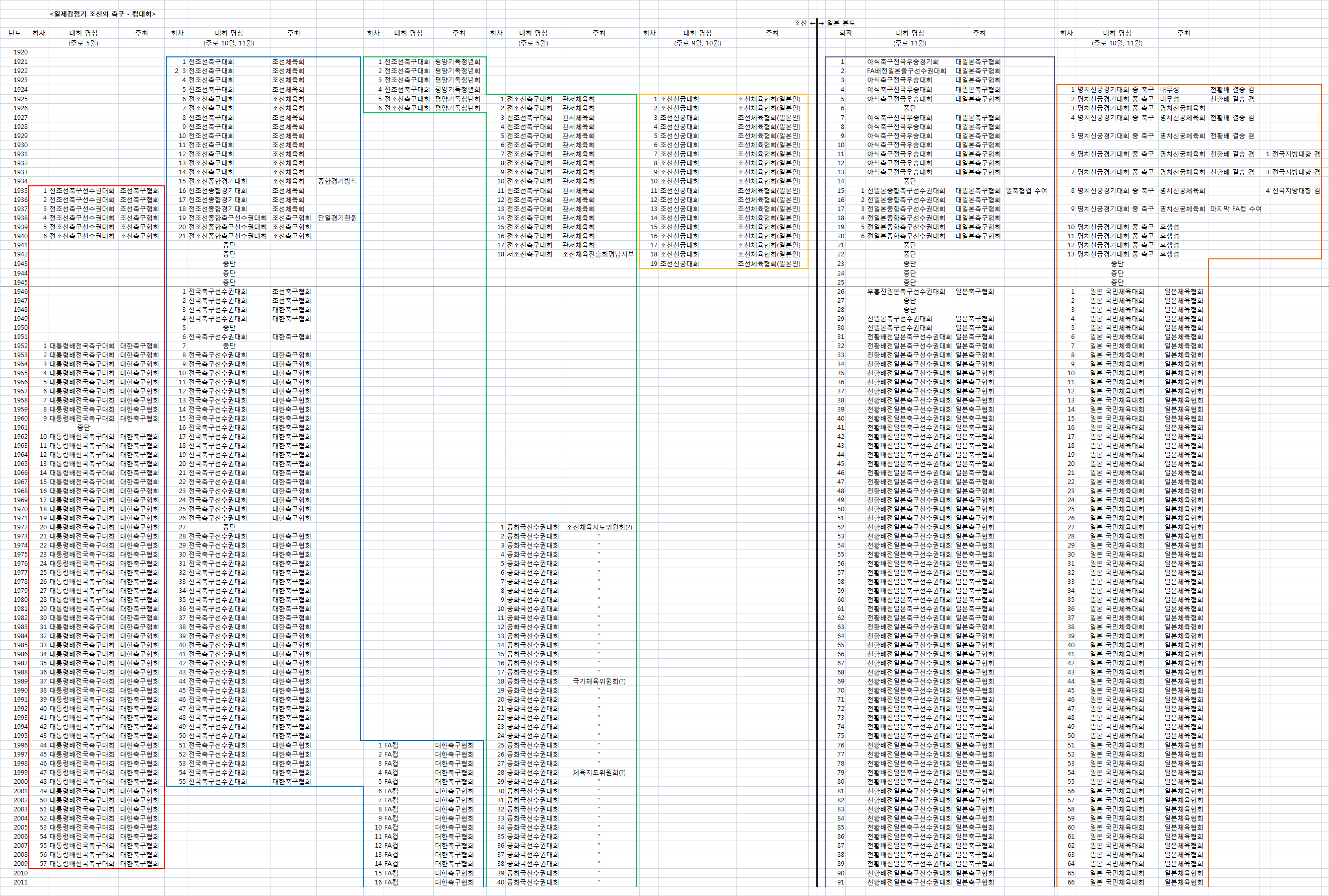
일제강점기 조선의 축구 컵대회

## 출전 팀
전조선축구대회와 달리 소학부나 중등부가 따로 있지는 않았으며, 주로 성인팀 위주로 경기가 치러졌다. 대학팀(전문부) 및 중등팀 역시 참가하였으나 전문부를 따로 분리시켜 운영하지는 않았다. 전조선축구대회와 달리 참가 팀 수가 제한적이었지만, 정상급 수준의 팀들이 참가하였고, 전일본종합축구선수권대회 파견선발전을 겸했기 때문에 축구계의 관심이 집중되었다.

## 역대 우승팀
- 보성전문 3회 (1936, 1937, 1939)
- 연희전문 2회 (1938, 1940)
- 경성축구단 1회 (1935)

## 참고 자료
- 大韓蹴球協會 편 『韓國蹴球百年史』라사라, 1986.

## 같이 보기
- 대통령배 전국축구대회
- 전조선축구대회
- 전국축구선수권대회
- FA컵
- 대한축구협회